# Alphonse Nothomb
Alphonse Jean Pierre Dominique Nothomb (* 12. Juli 1817 in Pétange; † 14. Mai 1898 ebenda) war ein belgischer Politiker.

## Leben
Alphonse Nothomb, Bruder des Premierministers Jean-Baptiste Nothomb, war 1853 bis 1855 Generalprokurator am Appellhof in Brüssel und vom 30. März 1855 bis 9. November 1857 Justizminister, als welcher er streng die Katholische Partei vertrat. Während einer Kabinettsumbildung übernahm er auch 1856 kurzzeitig das Innenressort. 1851 und 1859–1894 war er Abgeordneter, 1894–1898 Senator.